# Brachyptera putata
Espèce
Brachyptera putata est une espèce d'insectes de l'ordre des plécoptères, de la famille des Taeniopterygidae et du genre Brachyptera.
Cette espèce vit en Grande-Bretagne.

## Description
- Imago :
  - Corps : ♂ 7 à 8 mm ; ♀ 8 à 10 mm

Comme tous les membres de son genre, Brachyptera putata est dépourvu de cerques.

## Localisation
Les larves de Brachyptera putata sont très répandues dans les eaux montagneuses, parfois en plaine, mais toujours en eaux rapides, froides et oxygénées.

## Éclosion
Surtout en mars et en avril.